# Пол Макган
Пол Макган (на английски: Paul McGann) е британски актьор. Най-известните си роли прави в телевизионния филм „Withnail and I“ (1987) и през 1996 г. в ролята на Доктора в телевизионния филм „Доктор Кой“ („Doctor Who“). Играе във филма „Пришълецът 3“ на режисьора Дейвид Финчър.